# Méridienne de Serres
La méridienne de Serres est un cadran solaire situé à Serres, en France.

## Description
Le cadran solaire est situé sur la commune de Serres, dans le département français des Hautes-Alpes, sur la façade sud de l'école primaire de la commune.
Il s'agit d'une méridienne, un type de cadran solaire donnant l'instant du midi moyen. Un analemme figure à cet effet sur le cadran, portant les dates des premiers jours de chaque mois. La ligne d'équinoxe est également présente. Sous le cadran figure la mention « Chavin 1882 ».
Ce cadran solaire est le seul exemple de méridienne connue dans les Hautes-Alpes,.

## Historique
La méridienne est réalisée en 1882 par un artisan du nom de Chavin.
Le cadran est inscrit au titre des monuments historiques en 1996.